# Альварадо Ривера, Мария Хесус
Мария Хесус Альварадо Ривера (исп. María Jesús Alvarado Rivera; 27 мая 1878, Чинча-Альта, Ика — 6 мая 1971, Лима) — перуанская писательница, драматург, журналистка, общественный деятель, феминистка. В 1969 году Национальный совет женщин Перу отметил её как «первого современного борца за права женщин в Перу».

## Биография
Родилась в семье владельца поместья. Из-за начала тихоокеанская войны семья была вынуждена продать своё имущество и переселиться в Лиму. Получила домашнее образование. Позже занималась самообразованием. Стала учительницей. В 1908 году устроилась обозревателем в газету El Comercio. Позже стала сотрудником в газете La Prensa.
Озадаченная архаичной системой образования, занялась социологическими исследованиями, что сыграло важную роль во внедрении ею передовых методов профессионального образования, оказания помощи в здравоохранения и семейной помощи школьникам, контроля за заболеваниями.
В 1914 году основала общество Evolución Feminina, целью которого было создание государственных средних школ для женщин, расширение их практических знаний по уходу за детьми и ведению домашнего хозяйства, предоставление женщинам подходящих рабочих мест на производстве, развитие идеи о том, что всякая честная работа достойна и почётна, гарантирование женщинам гражданского равенства и их прав, когда они вступают в брак, управлять своими собственными финансовыми делами.
Поддерживала феминизм, как течение социальных изменений во всём мире и подняла вопрос о необходимости предоставить женщинам равные гражданские и политические права. Выдвигала следующие требования:
- Предоставление больших возможностей для образования женщин, развития их интеллекта и способностей таких же, как и у мужчин;
- Предоставление женщинам доступа к общественным должностям и свободным профессиям;
- Предоставление женщинам таких же гражданских прав, как и мужчинам, освобождение замужних женщин от зависимости от своих мужей, которым они подчиняются по закону;
- Предоставление женщинам политических прав, возможности непосредственно влиять на судьбу нации.

В 1913 году вошла в комитет Ассоциации сторонников коренных народов, выступала со смелыми статьями в защиту индейцев, а также в поддержку борьбы рабочих за 8-часовой рабочий день.
Из-за решительной и радикальной поддержки расширения прав и возможностей женщин с правом голоса и полного равенства, была
заключена в тюрьму, а затем выслана в Аргентину. Вернувшись из ссылки через 12 лет, посвятила себя созданию произведений для театра, кино и радио, с целью добиться избирательного права женщин в Перу.

## Творчество
Дебютировала как романистка в 1923 году с автобиографией Nuevas Cumbres. Автор пьесы «La Perricholi».

## Наследие
- 8 марта 2021 года правительство Перу объявило работы Альварадо Риверы частью национального наследия.